# Sergi Ferré
Sergi Ferré Balagué (Tortosa, 14 de junio de 1977) es un historietista español. 
Su obra más destacada es la serie Cúlcul el culo, publicada en las revistas Claro que sí cómics (Ed. La Cúpula), Gay Tales (Ed. Cantero) e Infogai (CGB). Además es el creador de Exóticopop, un espacio multimedia en el que interactúan disciplinas como cómic, música y espectáculo.